# Le Parisien
Le Parisien er et fransk dagblad, der dækker både internationale og nationale nyheder samt lokale nyheder for Paris med forstæder. Avisen blev etableret som Le Parisien libéré af Émilien Amaury i 1944, og navnet blev ændret til det nuværende i 1986. En national version kaldet Aujourd'hui en France ("I dag i Frankrig") eksisterer.
Den er den største national avis i Frankrig med et sammenlagt oplag på 530.000 kopier (2008). Avisen ejes af Éditions Philippe Amaury.